# Pepelu
José Luis García Vayá, meglio noto come Pepelu (Dénia, 11 agosto 1998), è un calciatore spagnolo, centrocampista del Valencia.

## Caratteristiche tecniche
È un centrocampista centrale.

## Carriera

### Club
Cresciuto nel settore giovanile del Levante, ha esordito in prima squadra il 15 dicembre 2015 disputando l'incontro di Coppa del Re perso 2-1 contro l'Espanyol. Nel giugno del 2022, nonostante la retrocessione del proprio club, firma il rinnovo con il club valenciano per ben dieci stagioni.
Nell'estate del 2023 viene ceduto per 5 milioni alla squadra cittadina rivale, il Valencia, che gli ha fissato una clausola rescissoria da 100 milioni di euro.

### Nazionale
Ha giocato nelle nazionali giovanili spagnole Under-17 ed Under-19.

## Statistiche

### Presenze e reti nei club
Statistiche aggiornate al 6 aprile 2025.
| Stagione         | Club              | Campionato       | Campionato | Campionato | Coppe nazionali | Coppe nazionali | Coppe nazionali | Coppe continentali | Coppe continentali | Coppe continentali | Supercoppe | Supercoppe | Supercoppe | Totale | Totale |
| Stagione         | Club              | Comp             | Pres       | Reti       | Comp            | Pres            | Reti            | Comp               | Pres               | Reti               | Comp       | Pres       | Reti       | Pres   | Reti   |
| ---------------- | ----------------- | ---------------- | ---------- | ---------- | --------------- | --------------- | --------------- | ------------------ | ------------------ | ------------------ | ---------- | ---------- | ---------- | ------ | ------ |
| 2015-2016        | Levante B         | SDB              | 30         | 4          |                 | -               | -               |                    | -                  | -                  |            | -          | -          | 30     | 4      |
| 2016-2017        | Levante B         | SDB              | 31         | 4          |                 | -               | -               |                    | -                  | -                  |            | -          | -          | 31     | 4      |
| 2015-2016        | Levante           | PD               | 0          | 0          | CR              | 1               | 0               |                    | -                  | -                  |            | -          | -          | 1      | 0      |
| 2017-2018        | Hércules          | SDB              | 30         | 0          | CR              | 2               | 0               |                    | -                  | -                  |            | -          | -          | 32     | 0      |
| 2018-2019        | Levante B         | SDB              | 31         | 6          |                 | -               | -               |                    | -                  | -                  |            | -          | -          | 31     | 6      |
| Totale Levante B | Totale Levante B  | Totale Levante B | 92         | 14         |                 | -               | -               |                    | -                  | -                  |            | -          | -          | 92     | 14     |
| 2019-2020        | Tondela           | PL               | 33         | 2          | CP+CdL          | 0+1             | 0               |                    | -                  | -                  |            | -          | -          | 34     | 2      |
| 2020-2021        | Vitória Guimarães | PL               | 30         | 1          | CP+CdL          | 2+1             | 0               |                    | -                  | -                  |            | -          | -          | 33     | 1      |
| 2021-2022        | Levante           | PD               | 29         | 0          | CR              | 1               | 0               |                    | -                  | -                  |            | -          | -          | 30     | 0      |
| 2022-2023        | Levante           | SD               | 43         | 1          | CR              | 4               | 0               |                    | -                  | -                  |            | -          | -          | 47     | 1      |
| Totale Levante   | Totale Levante    | Totale Levante   | 72         | 1          |                 | 6               | 0               |                    | -                  | -                  |            | -          | -          | 78     | 1      |
| 2023-2024        | Valencia          | PD               | 37         | 7          | CR              | 2               | 1               |                    | -                  | -                  |            | -          | -          | 39     | 8      |
| 2024-2025        | Valencia          | PD               | 27         | 1          | CR              | 5               | 1               |                    | -                  | -                  |            | -          | -          | 32     | 2      |
| Totale Valencia  | Totale Valencia   | Totale Valencia  | 64         | 8          |                 | 7               | 2               |                    | -                  | -                  |            | -          | -          | 71     | 10     |
| Totale carriera  | Totale carriera   | Totale carriera  | 321        | 26         |                 | 19              | 2               |                    | -                  | -                  |            | -          | -          | 340    | 28     |